# Getas (Bawang)
Getas is een bestuurslaag in het regentschap Batang van de provincie Midden-Java, Indonesië. Getas telt 2358 inwoners (volkstelling 2010).